# Máy bay trực thăng

Trực thăng Kaman Seasprite của Hải quân Hoa Kỳ đang hạ cánh trên tàu chiến

Máy bay trực thăng hay máy bay lên thẳng là một loại phương tiện bay có động cơ, hoạt động bay bằng cánh quạt, có thể cất cánh, hạ cánh thẳng đứng, có thể bay đứng trong không khí và thậm chí bay lùi. Trực thăng có rất nhiều công năng cả trong đời sống thường nhật, trong kinh tế quốc dân và trong quân sự.
Nếu so sánh với máy bay phản lực thì máy bay trực thăng có kết cấu, cấu tạo phức tạp hơn rất nhiều, khó điều khiển, hiệu suất khí động học thấp, tốn nhiều nhiên liệu, tốc độ và tầm bay xa kém hơn rất nhiều. Nhưng bù lại những nhược điểm đó, khả năng cơ động linh hoạt, khả năng cất cánh – hạ cánh thẳng đứng không cần sân bay và tính năng bay đứng của nó làm cho loại máy bay này là không thể thay thế được. Thực tế là máy bay trực thăng có thể đến bất cứ nơi nào chỉ cần bãi đáp có kích thước lớn gấp rưỡi đường kính cánh quạt là nó đều có thể hạ cánh và cất cánh được.
Vì các đặc tính kỹ thuật đặc biệt mà các máy bay cánh cố định không thể có được như thế, máy bay trực thăng ngày càng phát triển, song hành cùng các loại máy bay cánh cố định thông thường và có ứng dụng ngày càng đa dạng: trong lĩnh vực giao thông vận tải nó cùng với các loại máy bay có cánh cố định lập thành ngành Hàng không dân dụng, trực thăng có vai trò rất lớn trong vận tải hàng không đường ngắn, trong các điều kiện không có đường băng, sân bay và để chở các loại hàng hoá cồng kềnh, siêu trường, siêu trọng vượt quá kích thước khoang hàng bằng cách treo dưới thân. Trong đời sống thường nhật, trực thăng được sử dụng như máy bay cứu thương, cứu nạn, cảnh sát, kiểm soát giao thông, an ninh, thể thao, báo chí và rất nhiều các ứng dụng khác. Đặc biệt trong quân sự nó là một thành phần rất quan trọng của lực lượng không quân và quân đội nói chung: vừa là loại máy bay vận tải thuận tiện vừa là loại máy bay chiến đấu rất hiệu quả, nhất là trong các nhiệm vụ đổ bộ đường không, tấn công cơ động, thọc sâu và yểm trợ, tấn công mặt đất.
Về mặt phân loại, máy bay trực thăng là khí cụ bay nặng hơn không khí, bay được nhờ lực nâng khí động học (lực nâng Zhukovsky) được tạo bởi cánh quạt nâng nằm ngang. Cũng như đối với máy bay thông thường, lực nâng khí động học được tạo thành khi có chuyển động tương đối của cánh nâng đối với không khí, nhưng khác với máy bay thông thường là cánh nâng gắn cố định với thân máy bay, trực thăng có cánh nâng là loại cánh quạt quay ngang (thường có từ 2 đến 6 cánh quay trong mặt phẳng nằm ngang, cánh quạt này còn gọi là cánh quạt nâng). Với đặc điểm của cánh nâng như vậy, khi cánh quạt nâng quay vẫn bảo đảm được sự chuyển động tương đối của không khí đối với cánh nâng và tạo lực nâng khí động học trong khi bản thân máy bay không cần chuyển động. Vì vậy máy bay trực thăng có thể bay đứng treo một chỗ và thậm chí bay lùi.

## Nguyên lý hoạt động

### Lực nâng khí động học

Mô hình lực nâng khí động học bằng tiếng Anh: Thrust: lực đẩy (tạo bởi động cơ); Drag: lực cản của không khí; Weight: trọng lực; Lift: lực nâng khí động học Zhukovski, Bernoulli

Trực thăng cũng như máy bay thắng được trọng lực và bay lên được là nhờ lực nâng khí động học hay còn gọi là lực nâng Zhukovski. Đó là kết quả của sự chênh lệch áp suất không khí tại mặt trên và mặt dưới của vật thể (cánh nâng) khi dòng khí chuyển động tương đối chảy bao bọc qua vật thể. Để có lực nâng khí động học thì thiết diện vật thể (cánh nâng) phải không đối xứng qua trục chính và đường biên của mặt trên phải lớn hơn của mặt dưới, những vật thể có hình dạng thiết diện như vậy được gọi là có hình dạng cánh khí động học. Khi không khí chảy bao quanh hình cánh khí động sẽ có lực nâng khí động học và đồng thời xuất hiện lực cản. Hình khí động học nào cho hiệu ứng lực nâng càng cao mà lực cản càng ít thì được coi là có hiệu suất khí động học càng tốt.
Khi không khí chảy qua hình khí động là cánh nâng, tại mặt dưới sẽ có áp suất cao hơn so với mặt trên và hệ quả là sẽ xuất hiện một lực tác động từ dưới lên vuông góc với cánh. Lực nâng đó có độ lớn bằng tổng diện tích các cánh nhân với chênh lệch áp suất hai mặt. Độ chênh lệch áp suất phụ thuộc vào hình dạng thiết diện cánh tức là phụ thuộc vào hiệu suất khí động học của cánh, góc tấn (tiếng Anh: angle of attack) – góc chảy của không khí tương đối với vật khí động, và vận tốc dòng chảy (đồng nghĩa với vận tốc quay của cánh quạt nâng). Như vậy khi cánh quạt nâng đạt đến vận tốc quay nào đó thì chênh lệch áp suất (đồng nghĩa với lực nâng) sẽ đủ để thắng trọng lực và trực thăng có thể bay lên được.
Cánh nâng của máy bay trực thăng là một hoặc vài bộ cánh quạt quay ngang (cánh quạt nâng): khi cánh quạt nâng quay nó tạo sự chuyển động tương đối của cánh nâng và không khí và tạo lực nâng. Như vậy đối với máy bay có cánh cố định thì chuyển động tương đối của cánh nâng đối với không khí là chuyển động của chính máy bay, nên lực nâng chỉ có khi máy bay có đủ vận tốc, mất vận tốc sẽ mất lực nâng (thất tốc) nên máy bay cánh cố định không thể bay đứng một chỗ. Trực thăng cũng theo nguyên tắc lực nâng khí động học nhưng các cánh nâng là cánh quạt ngang quay xung quanh trục nên vẫn đảm bảo chuyển động tương đối với không khí và có lực nâng khi trực thăng vẫn đứng yên, nên trực thăng có thể bay đứng một chỗ thậm chí bay lùi.
Chính vì sự khác nhau khi tạo lực nâng như vậy dẫn đến sự khác nhau về sử dụng công suất của trực thăng và máy bay cánh cố định: Đối với trực thăng gần như toàn bộ công suất động cơ máy bay là để tạo lực nâng chỉ một phần rất nhỏ để tạo lực đẩy ngang. Trong khi đó phần lớn công suất của máy bay cánh cố định là để tạo lực đẩy ngang chỉ có một phần nhỏ để tạo lực nâng một cách gián tiếp. Chính vì vậy nếu có cùng công suất máy thì máy bay trực thăng chở được nặng hơn nhiều máy bay có cánh cố định, nhưng vận tốc thì kém xa. Đây là điểm khác nhau rất lớn của hai loại máy bay này về khía cạnh công suất và tính năng.

### Nguyên lý điều khiển bay và tính ổn định
Điều khiển bay của máy bay trực thăng là rất phức tạp, phức tạp hơn nhiều so với máy bay cánh cố định. Tất cả các loại máy bay trực thăng đều có nguyên lý điều khiển chung như sau:
- Để thay đổi lực nâng của toàn bộ đĩa cánh quạt nâng nói chung thì thông qua hai cách hoặc đồng thời thay đổi góc tấn chung của tất cả các cánh (góc tấn của lá cánh quạt còn gọi là bước lá cánh quạt) của đĩa cánh quạt và điều này làm thay đổi lực nâng mà không cần tăng giảm số vòng quay của cánh quạt. Cách thứ hai là giữ nguyên góc tấn chung của đĩa cánh quạt nâng nhưng thay đổi công suất động cơ làm thay đổi vận tốc vòng quay và sẽ làm thay đổi lực nâng. Thường thì để tăng giảm lực nâng phi công phải thành thục điều khiển thông qua cả hai cách thức này. Để thay đổi góc tấn đồng đều chung cho mọi cánh, người ta điều khiển bằng cần điều khiển gọi chung theo thuật ngữ tiếng Anh là cần collective (tên đầy đủ là collective pitch control lever nghĩa là điều khiển chung cho tất cả các cánh hay điều khiển tập trung bước lá). Bộ phận điều khiển để thay đổi vận tốc vòng quay cánh quạt nâng theo thuật ngữ tiếng Anh gọi là cần throttle hay cần điều khiển "tay ga".
- Để tạo độ nghiêng ngang (nghiêng sang trái, sang phải) cơ cấu điều khiển biến bước sẽ làm thay đổi góc tấn của mỗi cánh (tiếng Anh: blade) theo chu kỳ một vòng quay sao cho góc tấn của mỗi cánh thay đổi tuỳ theo vị trí quay của cánh và gây ra lực nâng cực đại (hay cực tiểu) khi cánh đạt vị trí cực trái (hay cực phải) của máy bay. Điều này sẽ làm lực nâng khí động học sẽ khác nhau tại hai bên trái và phải của trực thăng và sẽ tạo mô men làm thân máy bay nghiêng sang phải, trái tương ứng. Bộ phận điều khiển thay đổi góc tấn của cánh theo chu kỳ quay được gọi theo thuật ngữ tiếng Anh là cần điều khiển cyclic từ này có nghĩa là theo chu kỳ.
- Để tạo độ nghiêng dọc (mũi máy bay hướng lên trên hoặc chúc xuống dưới) cũng thực hiện tương tự bằng cơ cấu biến bước như trên nhưng góc tấn thay đổi theo chu kỳ sao cho lực nâng tối đa (hay tối thiểu) khi ở phía trước mũi máy bay hay ở phía sau đuôi máy bay sự chênh lệch lực nâng trên đĩa cánh quạt nâng tại phần mũi và đuôi sẽ làm máy bay chúi đầu xuống hoặc ngóc đầu lên tương ứng. Cần điều khiển cũng vẫn là cần "cyclic" cần này có các vị trí trước – sau – phải – trái. Khi đưa cần sang trái máy bay nghiêng trái và bay ngang sang trái; đưa cần sang phải máy bay nghiêng phải và bay ngang sang phải; đưa cần lên trước thì trực thăng chúc mũi xuống và bay tiến; đưa cần "cyclic" về phía sau thì trực thăng ngóc mũi lên và bay lùi; Để cần cyclic dựng đứng thì máy bay bay treo đứng nguyên tại chỗ. Cần "cyclic" còn vô số các vị trí trung gian khác cho phép đĩa cánh quạt đồng thời nghiêng theo hai chiều không gian phải – trái và trước – sau và sẽ thực hiện các chuyển động tương ứng. Đây chính là cần điều khiển chính quyết định độ nghiêng của mặt phẳng cánh quạt theo các chiều khác nhau và quyết định chuyển động bay của trực thăng. Phi công không bao giờ được rời tay khỏi cần "cyclic" này.
- Để tạo lực đẩy ngang cho máy bay bay ngang, mặt phẳng của đĩa cánh quạt nâng phải nghiêng đi một góc so với mặt phẳng ngang, lực nâng Zhukovsky vuông góc với mặt phẳng cánh quạt nâng sẽ bị phân tích lực thành 2 thành phần vector lực một thành phần theo chiều thẳng đứng để cân bằng trọng lực, thành phần khác theo phương nằm ngang để tạo lực đẩy ngang để máy bay chuyển động ngang. Việc này được thực hiện thông qua việc làm cho đĩa cánh quạt nâng nghiêng sang trái – phải (tạo lực đẩy sang trái – phải) hoặc nghiêng về đằng trước – sau (tạo lực đẩy tiến hoặc lùi). Cơ cấu điều khiển nghiêng theo hai chiều này chính là cần "cyclic".
- Theo định lý thứ ba của Newton, khi cánh quạt chính của trực thăng xoay theo một chiều thì sẻ có lực phản hồi làm thân trực thăng xoay theo chiều ngược lại. Để trực thăng giữ hướng, một cánh quạt nhỏ hơn ở phần đuôi kết nối với động cơ sẽ tạo lực đẩy theo chiều ngang để cân bằng tác động xoay vòng này. Để đổi hướng (quay đầu sang phải, trái) phi công dùng chân nhấn pê đan chống xoay (anti-torque) khi nhấn lên pê đan này máy bay sẽ thay đổi lực đẩy nơi cánh quạt đuôi, thực hiện động tác đổi hướng theo ý muốn.

Như vậy để điều khiển trực thăng phi công phải kết hợp 4 cơ cấu điều khiển sau:
1. Cơ cấu "collective": (thay đổi góc tấn của toàn bộ các cánh của đĩa cánh quạt không theo chu kỳ quay) cần này làm thay đổi lực nâng chung của đĩa cánh quạt nâng, dùng để cất cánh, hạ cánh và tăng giảm độ cao
2. Cơ cấu "cyclic": thay đổi góc tấn của từng cánh theo chu kỳ tuỳ thuộc vào vị trí của cánh so với máy bay, cần này làm thay đổ độ nghiêng của mặt phẳng cánh quạt nâng so với mặt phẳng ngang theo hai chiều phải – trái và trước – sau dùng để chuyển động ngang phải – trái, tiến – lùi
3. Tay ga ("throttle"): thay đổi vận tốc quay cánh quạt dùng để hạ cánh, cất cánh, thay đổi độ cao và vận tốc chuyển động
4. Bàn đạp chống xoay ("anti-torque"): để làm máy bay đổi hướng quay đầu sang phải, trái.

Máy bay có cánh cố định khi bay bản thân nó đã là một hệ cân bằng bền, bất cứ một lực hay tác nhân nào cũng đều sẽ làm phát sinh ra các lực hoặc mô men khác để đưa máy bay về vị trí cân bằng mới. Bản chất bay của trực thăng thì ngược lại nó là một hệ cân bằng không bền trong quá trình bay luôn phát sinh ra các lực và mô men làm máy bay mất cân bằng và phi công phải luôn can thiệp. Sự phức tạp của điều khiển bay trực thăng có thể thấy được qua một số ví dụ sau:
- Khi máy bay bay thẳng về phía trước cánh quạt ở một bên (ví dụ bên phải) là tiến theo chiều chuyển động của máy bay, còn bên kia (trái) ngược chiều chuyển động của máy bay. Do đó vận tốc tương đối của cánh đối với không khí ở bên phải lớn hơn bên trái điều này dẫn đến lực nâng bên phải máy bay lớn hơn bên trái làm máy bay luôn có xu hướng nghiêng về bên trái nơi có lực nâng thấp và làm máy bay bay chệch hướng, chệch quỹ đạo, bay ngang...Do đó phi công thực tế luôn phải dùng tay giữ cần "cyclic" hơi nghiêng sang phải để cân bằng sự chênh lệch lực nâng này (vận tốc máy bay càng lớn thì sự chênh lệch này cũng càng lớn).
- Cũng khi bay bằng nếu vận tốc máy bay cao phía cánh quạt tiến theo chiều máy bay (ví dụ phía phải) có thể có tốc độ tương đối vượt tốc độ âm thanh điều này gây ra bức tường âm thanh, nặng thì gây cộng hưởng, gãy cánh quạt, nhẹ thì làm tụt hiệu suất nâng làm mất lực nâng. Ngược lại bên trái có thể có vận tốc tương đối quá thấp và cộng với góc tấn lớn (do hiệu chỉnh cyclic) có thể làm mất lực nâng ở phia trái làm phía này quay ở chế độ không tải.
- Khi xuất hiện ngoại lực hoặc khi phi công điều khiển làm một động tác gì đó thì nhiều khi máy bay mất chế độ cân bằng: phi công đã thôi tác động điều khiển nhưng trực thăng tiếp tục thực hiện chuyển động cũ. Do đó để chấm dứt phi công phải có hành động ngược lại và lại phải tác động ngược lại của ngược lại... làm cho phi công luôn phải điều khiển cân bằng như đang đứng thăng bằng trên quả bóng.
- Cánh quạt tạo dòng khí xoáy xuống bên dưới khi máy bay hạ thấp độ cao (ví dụ hạ cánh) có thể rơi vào chính vòng xoáy của mình tạo ra và mất điều khiển, có thể rơi.
- Cánh quạt luôn hoạt động trong điều kiện tải trọng biến thiên theo chu kỳ quay nhanh (từ phải sang trái, từ trước xuống sau) rất dễ gây cộng hưởng làm mất điều khiển hoặc xảy ra tai nạn.
- Tất cả các hoạt động điều khiển thay đổi góc tấn toàn bộ (collective pitch), góc tấn theo chu kỳ (cyclic pitch), tay ga (throtle), pê đan chống xoay (antitorque pedals) đều ảnh hưởng lẫn nhau. Thí dụ khi cất cánh, phải tăng góc tấn toàn bộ để tăng lực nâng. Nếu có gió hay lên thẳng không cân bằng thì phải dùng góc tấn theo chu kỳ, ảnh hưởng lực nâng, sức cản của cánh quạt và độ xoay của thân trực thăng, và tay ga. Điều này làm cho phi công phải phải luôn điều chỉnh cần cyclic, tay ga và bàn đạp chống xoay không ngừng.

Do đó điều khiển máy bay trực thăng là rất phức tạp và căng thẳng khi tác động lên một cơ cấu điều khiển sẽ làm thay đổi các yếu tố cân bằng khác làm phi công phải luôn giữ cân bằng không bền như đứng thăng bằng "làm xiếc" trên quả bóng. Phi công luôn phải giữ cần "cyclic" là cần điều khiển chính do đó ghế phi công thường bố trí bên phải và bên tay phải (tay thuận) của phi công chỉ có cần cyclic, phi công phải luôn giữ nó bằng tay phải. Cần điều khiển thay đổi góc tấn toàn bộ ở bên tay trái, di chuyển lên xuống tương tự như thắng tay trong xe hơi, với tay ga vặn như mô tô. Chân phi công dẫm lên pê đan chống xoay. Khi làm một động tác nào đó thì phải đồng thời phải điều chỉnh hết các cơ cấu điều khiển khác như đã nói ở trên.

### Sơ đồ nguyên tắc
Khi đĩa cánh quạt nâng quay, theo định luật bảo toàn mô men động lượng thân máy bay cũng sẽ phải quay quanh trục cánh quạt theo chiều ngược lại với vận tốc quay phụ thuộc vào tỷ lệ mô men quán tính của rotor (cánh quạt và phần quay) và stator (thân máy bay và các phần còn lại), để chống lại hiện tượng tự quay này người ta thực hiện theo nhiều phương án khác nhau thông qua các sơ đồ nguyên tắc khác nhau. Ngoài ra các sơ đồ này cũng cho thấy các phương án điều khiển máy bay ở các khía cạnh khác.

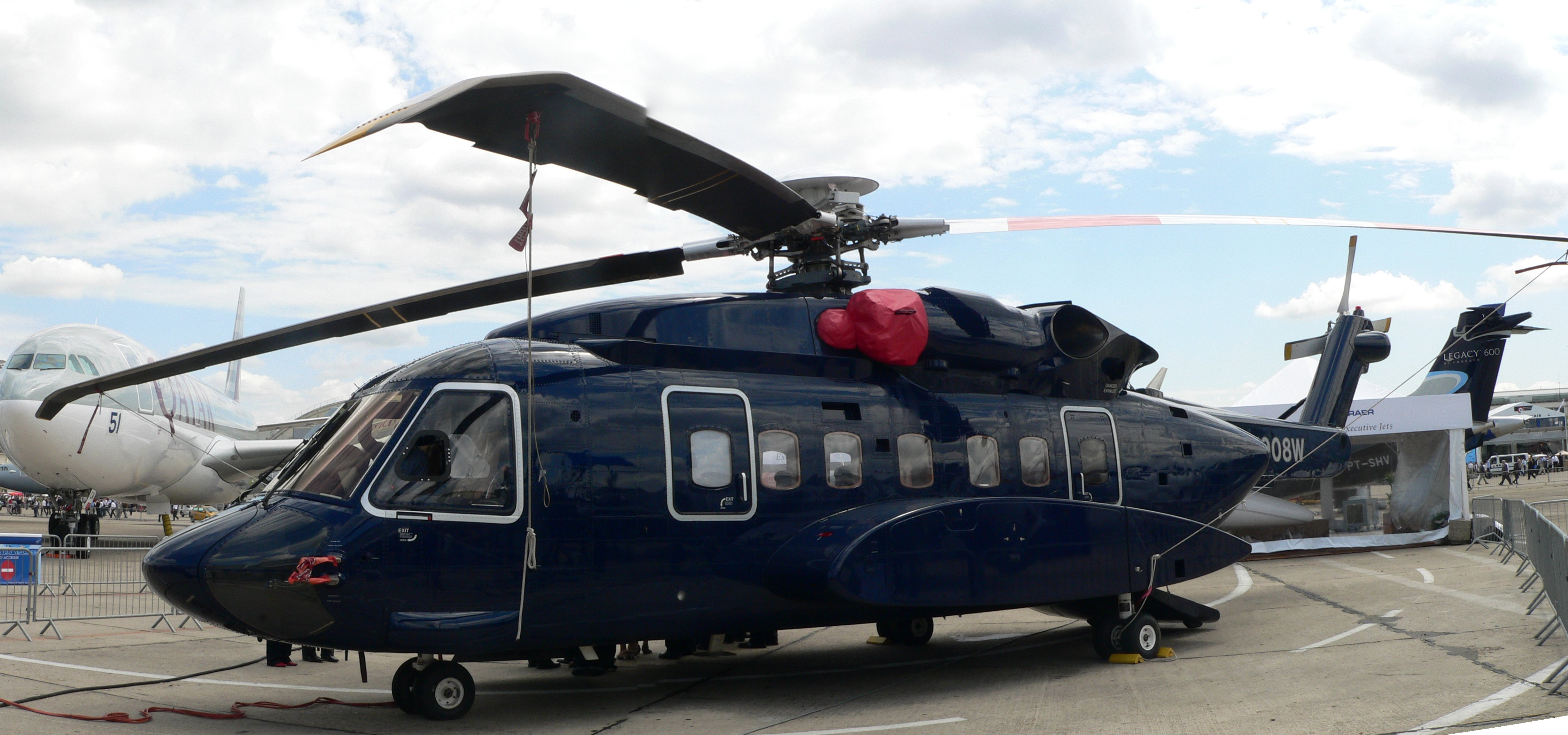
Máy bay Sikorsky S-92 Mỹ là loại máy bay điển hình theo sơ đồ cơ bản

#### Sơ đồ cơ bản
Đây là sơ đồ "một cánh quạt nâng, một cánh quạt đuôi": Khi cánh quạt nâng quay, thân máy bay cũng sẽ phải quay quanh trục cánh quạt theo chiều ngược lại, để chống lại hiện tượng tự quay này máy bay trực thăng có thêm một cánh quạt đuôi theo chiều thẳng đứng, thổi gió theo chiều ngang. Lực đẩy của cách quạt đuôi tạo nên mô men lực đuôi có tay đòn dài bằng khoảng cách từ trục cánh quạt đuôi đến trục cánh quạt nâng sẽ cân bằng và triệt tiêu sự quay của thân máy bay giữ hướng cố định cho máy bay. Ngoài ra cánh quạt đuôi này còn có tác dụng để lái đổi hướng bay cho trực thăng: khi phi công đạp bàn đạp "chống xoay" ("anti-torque") cánh quạt đuôi sẽ thay đổi lực đẩy gió ngang làm thay đổi mô men đuôi. Đây là sơ đồ được gọi là sơ đồ Sikorsky theo tên của nhà tiên phong trong lĩnh vực trực thăng nhà sáng lập hãng trực thăng Sikorsky aircraft corporation nổi tiếng ngày nay.
Sơ đồ cơ bản này có ưu điểm rất lớn là rất đơn giản về kỹ thuật, độ ổn định cao, độ tin cậy của các cơ cấu máy tốt. Chính vì các ưu điểm này nên 95% số trực thăng trên thế giới là theo sơ đồ này. Mặt khác nó cũng có một số nhược điểm: vì chỉ có một cánh quạt nâng chịu toàn bộ trọng lực máy bay và lực đẩy ngang nên đường kính cánh quạt và vận tốc quay phải lớn, dễ dẫn đến các hiện tượng cộng hưởng rung lắc gây gãy cánh quạt và hiệu suất cánh quạt không thật cao vì phần đầu mút cánh quạt ở một phía có thể phải hoạt động trong điều kiện vận tốc siêu thanh. Và công suất để hoạt động cánh quạt đuôi chiếm khoảng 20%-30% công suất động cơ máy bay là công suất phí phạm không giúp gì cho việc nâng máy bay và chuyển động thẳng. Loại sơ đồ này rất ngại gió mạnh thổi ngang thân (làm vô hiệu hoá cánh quạt đuôi) do đó kén điều kiện thời tiết. Và vì phải có đuôi làm tay đòn cho mô men cánh quạt đuôi nên độ dài máy bay bị kéo dài không có lợi cho đặc tính kích thước.Tuy nhiên có nhiều nhược điểm lớn.

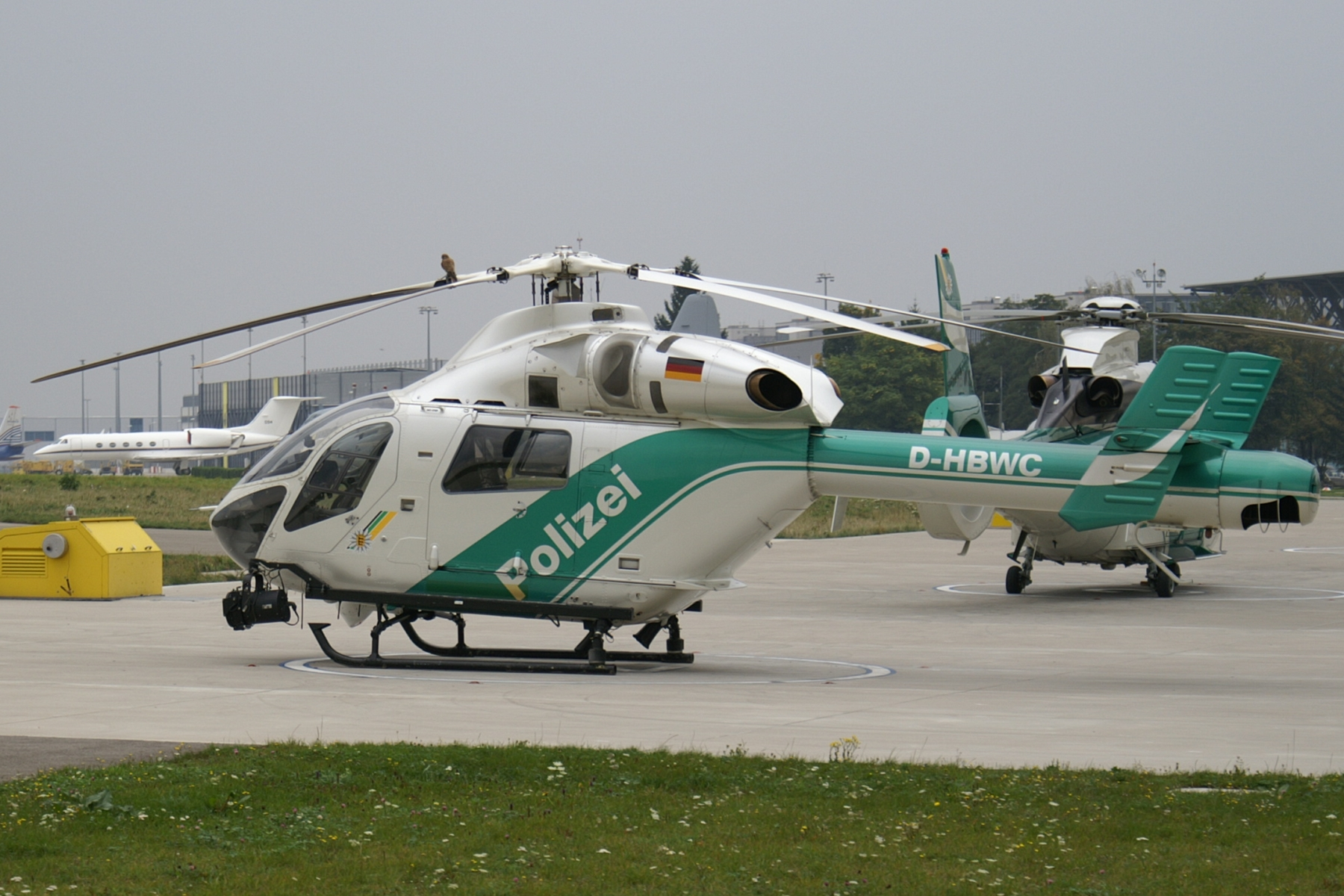
Máy bay trực thăng MD-902 của Mc Donnell Douglas không có cánh quạt đuôi có thể thấy ống phụt khí ở cuối đuôi

#### Sơ đồ chỉ một cánh quạt nâng
Sơ đồ này còn gọi là sơ đồ NOTAR viết tắt từ tiếng Anh NO TAil Rotor nghĩa là "trực thăng không cánh quạt đuôi" nó giống sơ đồ cơ bản chỉ có điều nó không có cánh quạt đuôi để tạo mô men đuôi mà dựa vào hiệu ứng Coandă theo tên của nhà tiên phong hàng không Henri Coandă người România: khi dòng khí phụt ra, nó có xu hướng bám dính vào thành vật thể cứng và tạo lực và mô men chống lại mô men quay thân máy bay. Loại máy bay không cánh quạt đuôi này có hệ thống dẫn và bơm khí chạy ra đuôi và được phụt ra theo van phun tiết lưu. Khi phi công ấn pê đan chống xoay "anti-torque" sẽ điều khiển van phun tiết lưu tăng giảm dòng khí phụt ra làm tăng giảm mô men chống quay và sẽ hiệu chỉnh hướng bay (sự quay đầu) của máy bay. Hiện nay sơ đồ này còn đang rất mới, chỉ có hãng McDonnell Douglas áp dụng và gọi là trực thăng MD vì vậy sơ đồ này cũng gọi là "sơ đồ trực thăng MD" chưa có các số liệu để đánh giá tính ưu việt và nhược điểm của sơ đồ này.

#### Sơ đồ hai cánh quạt nâng đồng trục

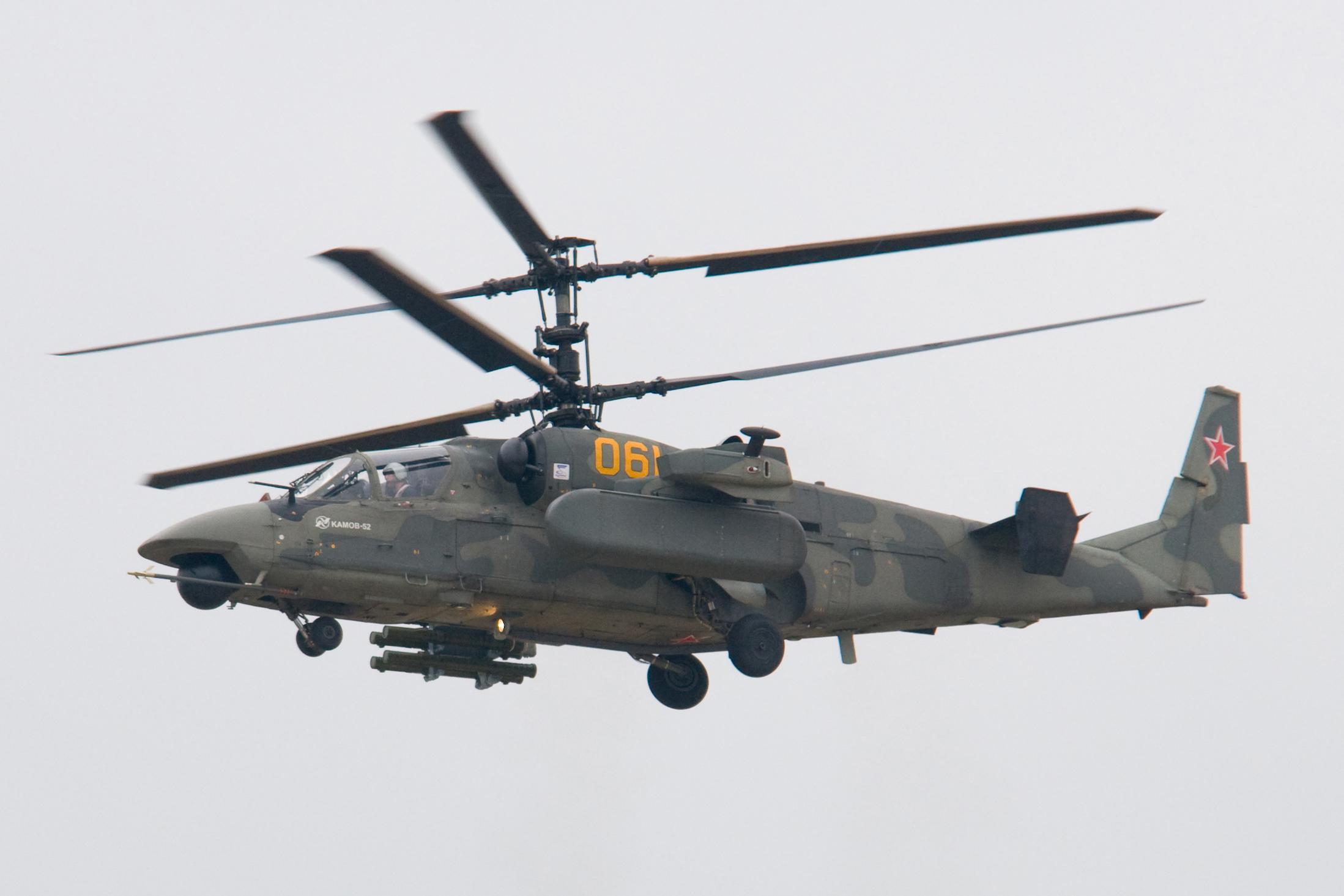
Ka-52, trực thăng hai cánh quạt nâng đồng trục của Không quân Nga.

Sơ đồ "hai cánh quạt nâng đồng trục" còn gọi là sơ đồ Kamov theo tên của tổ hợp thiết kế – chế tạo Kamov của Liên Xô và Nga chuyên chế tạo trực thăng loại này và ngày nay cũng chỉ có hãng này làm máy bay trực thăng theo sơ đồ này, đây là "đặc sản" trực thăng Kamov của Liên Xô (tuy không phải do Liên Xô phát minh ra). Đặc điểm của sơ đồ này là không có cánh quạt đuôi mà có 2 bộ cánh quạt nâng đồng trục quay ngược chiều nhau để triệt tiêu mô men quay thân máy bay. Khi máy bay muốn quay đầu để rẽ hướng phi công ấn pê đan "anti-torque" sẽ tạo ra chênh lệch vận tốc quay của hai tầng cánh quạt đồng trục và máy bay sẽ quay thân tương ứng theo chiều cánh quạt quay chậm hơn.
Loại máy bay này có nhiều ưu điểm lớn: vì có 2 cánh quạt nâng nên đường kính, vận tốc quay của cánh quạt không cần lớn lắm cho phép cánh quạt hoạt động trong khoảng hiệu suất cao nhất, và độ an toàn chống cộng hưởng, chống rung giật cánh quạt tốt, không mất phần công suất hoang phí như loại Sikorsky. Đặc biệt tính cơ động của nó là hoàn hảo, tốt nhất trong các phương án trực thăng: nó có thể trong một khoảnh khắc đột ngột di chuyển theo nhiều hướng phải – trái, tiến – lùi và lên – xuống một cách rất linh hoạt (Loại Kamov Ka-50 của Nga có thể bay ngang thân sang phải, trái 80 km/giờ, bay lùi 90 km/giờ thay đổi chế độ bay trong vài giây), loại máy bay này có thể bay các loại hình pilotage (hình nhào lộn) mà các loại trực thăng khác không thể thực hiện được, rất dễ điều khiển. Vì không có cánh quạt đuôi nên loại này không ngán ngại gió thổi ngang, có thể cất cánh hạ cánh, bay treo và hoạt động ở mọi điều kiện thời tiết, và một ưu điểm nữa là vì kích thước cánh quạt nhỏ, không đuôi nên loại này có kích thước rất nhỏ gọn. Vì các ưu thế trên nên loại máy bay này là trực thăng chủ yếu của Hải quân xô viết và Nga ngày nay nhất là trên các hạm tàu chống tàu ngầm của nước này.
Loại này đồng thời có những nhược điểm: cánh quạt với hệ thống biến bước "collective" và "ciclic" bản thân đã là phức tạp nay lại thêm cơ cấu "trục trong trục" ngược chiều quay thì là quá phức tạp. Hệ thống đồng trục là bộ phận hay gặp nhiều rủi ro nhất của loại máy bay này. Và vì có 2 tầng cánh quạt, có độ cơ động tốt nên khi có chuyển động đột ngột có thể gây ra chạm cánh quạt vào nhau.

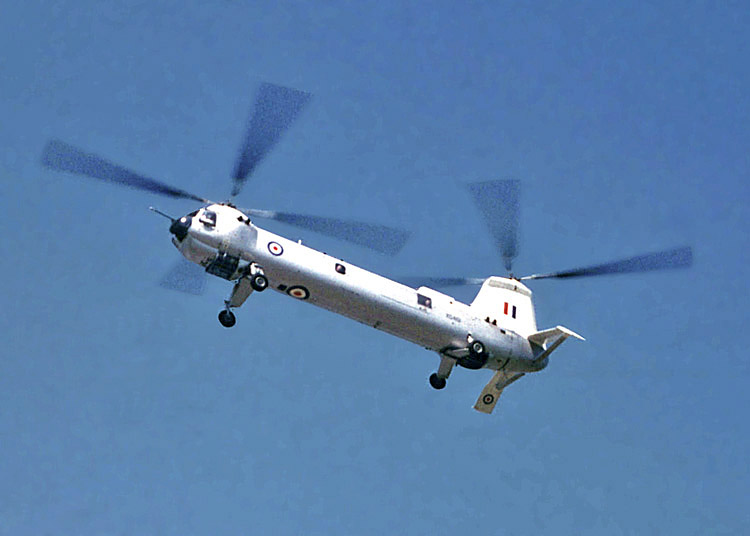
Máy bay Belvedere loại hai cánh quạt nâng không đồng trục

#### Sơ đồ hai cánh quạt nâng trước-sau
Đây là phương án máy bay có hai cánh quạt nâng không đồng trục thường gắn ở đầu và đuôi máy bay, quay ngược chiều nhau để triệt tiêu mô men tự quay thân. Khi muốn quay đầu rẽ hướng phi công điều khiển bàn đạp "anti-torque" sẽ làm phát sinh chênh lệch vận tốc quay của hai đĩa cánh quạt và thân máy bay quay tương ứng theo chiều cánh quạt quay chậm hơn. Loại này điển hình là các máy bay vận tải lớn rất khoẻ như loại cần cẩu bay Boeing CH-47 Chinook của Hoa Kỳ.
Vì có hai cánh quạt nên hiệu suất cánh quạt và độ an toàn cộng hưởng, chống rung lắc tốt, không có công suất phí phạm. Loại sơ đồ này có sức nâng rất tốt và thường được dùng làm cần cẩu bay, nhưng nó có nhược điểm lớn là rất khó điều khiển và tính cơ động kém.

#### Sơ đồ hai cánh quạt nâng đan xen
Ngoài ra Hoa Kỳ còn các loại Kamans là loại 2 bộ cánh quạt nâng đặt cạnh nhau hai trục xiên góc với nhau theo hình chữ "V", cánh quạt quay ngược chiều và đồng bộ ăn khớp (để không chém vào nhau) lấy theo mẫu của trực thăng chiến đấu Flettner Fl-282 của Đức.

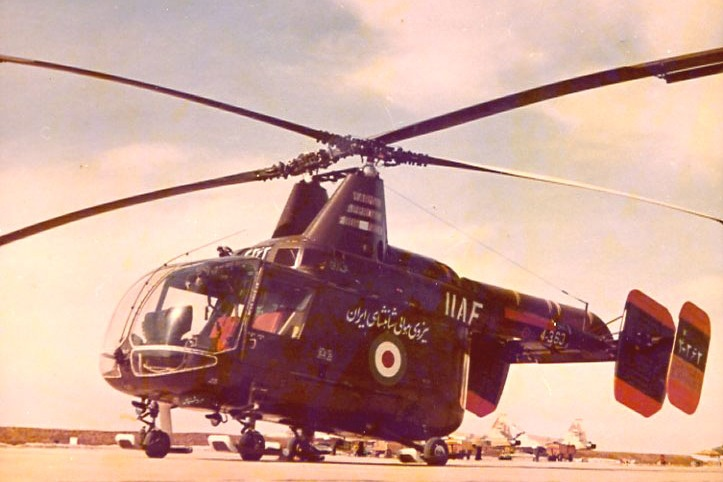

#### Sơ đồ cánh quạt nâng tự do
Đây là loại máy bay theo tiếng Anh là Autogyro hay gyroplane hay gyrocopter tiếng Nga là Автожир. Đây là loại trực thăng có cánh quạt nâng tự do là loại máy bay đặc biệt lai tạp giữa máy bay có cánh cố định và trực thăng. Điểm đặc biệt của loại này là cánh quạt nâng của nó là cánh quạt nâng tự do (không nối với động cơ), mà động cơ là để lai cánh quạt đứng thổi gió theo chiều ngang như cánh quạt đẩy chuyển động ngang của máy bay thông thường. Động cơ lai cánh quạt đứng thổi gió ngang về phía sau làm máy bay chuyển động về phía trước, dòng khí chuyển động tương đối theo phương nằm ngang sẽ làm quay cánh quạt nâng tự do, làm phát sinh lực nâng khí động học và làm máy bay bay lên được. Cơ chế điều khiển thì đơn giản như của máy bay cánh cố định. Điển hình nhất của loại này là máy bay Kamov K-22 của Liên Xô là một trong những máy bay trực thăng lớn nhất từ xưa đến nay. Loại này đứng trung gian giữa máy bay có cánh cố định thông thường và trực thăng: không bay đứng, không cất cánh, hạ cánh thẳng đứng được nhưng lại có cánh quạt nâng làm cho máy bay có thể cất cánh với tốc độ nhỏ, đường băng ngắn, trọng tải chở nặng tốt. Loại sơ đồ này có ưu điểm rất lớn là khi gặp tai nạn trên không, máy bay rơi thì cánh quạt nâng tự do sẽ quay và có tác dụng như chiếc dù làm máy bay tiếp đất an toàn. Ngày nay loại trực thăng này không được phát triển nữa mà chỉ còn làm máy bay thể thao, giải trí cực nhỏ mà thôi, đây là sản phẩm rất nổi tiếng của hãng Cierva Autogiro Company của Tây Ban Nha.

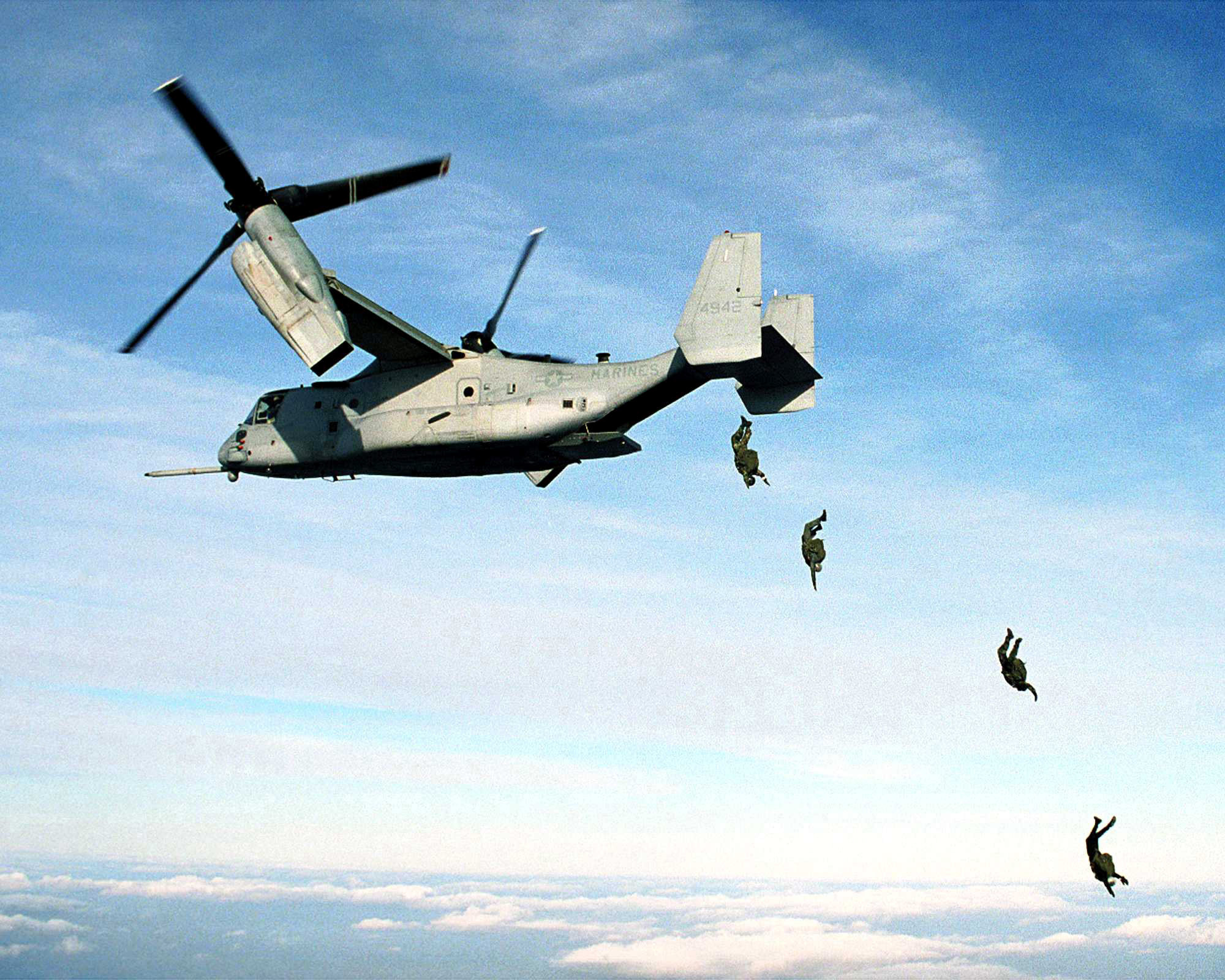
Máy bay Osprey V-22 của Hải quân Hoa Kỳ loại cánh quạt xoay hướng

#### Sơ đồ cánh quạt xoay hướng
Đây cũng là một loại lai tạp giữa máy bay có cánh cố định và trực thăng. Cấu tạo của loại máy bay này về cơ bản giống máy bay cánh cố định chỉ khác là cánh quạt đẩy ngang có thể quay một góc 90° để thổi gió xuống phía dưới theo chiều thẳng đứng. Khi máy bay cất cánh, hạ cánh cánh quạt quay hướng thổi gió xuống dưới tạo lực nâng cho máy bay cất cánh, hạ cánh thẳng đứng. Khi đã lên đến độ cao cánh quạt lại quay về vị trí bình thường thổi gió về phía sau theo chiều ngang đẩy máy bay chuyển động thẳng theo chiều ngang và lực nâng do cánh cố định tạo ra như một máy bay cánh cố định bình thường. Cơ cấu điều khiển đơn giản giống của máy bay cánh cố định. Loại này kết hợp được cả đặc tính của máy bay và trực thăng nhưng có một điểm yếu lớn là cánh quạt vừa làm nhiệm vụ cánh quạt đẩy ngang của máy bay thông thường vừa làm nhiệm vụ cánh quạt nâng theo chiều thẳng đứng của trực thăng, mà hai loại cánh quạt này có tính chất và cấu tạo rất khác nhau do đó cánh quạt và máy bay này có hiệu suất thấp nên loại này không có ứng dụng rộng rãi chỉ sản xuất đơn chiếc theo chuyên dụng hạn hẹp. Điển hình nhất của loại này là máy bay Osprey V-22 của Hải quân Hoa Kỳ
Trên đây là một số loại sơ đồ nguyên tắc chính được áp dụng trong chế tạo trực thăng. Ngoài ra còn rất nhiều kiểu sơ đồ khác nữa, mỗi một phát minh thường đi kèm với một loại sơ đồ mới nhưng hiện nay chúng chưa có ứng dụng rộng rãi và chưa chứng minh được hiệu quả kỹ thuật hàng không.

## Lịch sử phát triển

### Trực thăng sơ khởi
Lịch sử phát triển máy bay trực thăng gắn liền với lịch sử phát triển Hàng không và lịch sử máy bay có cánh cố định. Ý tưởng về trực thăng còn ra đời trước cả ý tưởng của máy bay thông thường, ngày nay khi nghiên cứu di sản của họa sĩ vĩ đại người Ý Leonardo Da Vinci thế kỷ thứ 15, người ta tìm thấy bản vẽ của thiết bị bay theo nguyên tắc của trực thăng ngày nay, nó có cánh quạt ngang quay bằng dây chun vặn lại... Nhưng cũng như số phận của máy bay có cánh cố định, các ý tưởng bay của trực thăng chỉ có ý nghĩa hiện thực ở cuối thế kỷ 19 khi con người đã có động cơ nhiệt là nguồn năng lượng để bay.
Song hành cùng các nhà tiên phong của máy bay cánh cố định ngay từ thế kỷ 19 một loạt nhà kỹ thuật hàng không như Jan Bahyl, Oszkár Asbóth, Louis Breguet, Paul Cornu, Emile Berliner, Ogneslav Kostovic Stepanovic và Igor Ivanovich Sikorsky đã đưa ra thử nghiệm các mô hình máy bay trực thăng. Ngày 24 tháng 8 năm 1907 lần đầu tiên mô hình trực thăng bay lên được, nó do anh em Louis và Jacque Breguet người Pháp chế tạo dưới sự cố vấn kỹ thuật của giáo sư Charles Richet. Mô hình này hoàn toàn không thể điều khiển nổi và không thể chở nổi người, chỉ có thể bay lên được 50 cm. Tại nước Nga Igor Ivanovich Sikorsky sau này trở thành nhà tiên phong trực thăng và nhà công nghiệp sản xuất trực thăng nổi tiếng thế giới đã thí nghiệm trực thăng đầu tiên của mình vào năm 1908.
Người đầu tiên "bay" lên được bằng trực thăng là nhà sáng chế người Pháp nhà sản xuất xe đạp Paul Cornu. Ngày 13 tháng 11 năm 1907 ông này tự chế trực thăng của mình, tự lái và bay lên được 50 cm và ngồi trên không khí được 20 giây. Trực thăng đầu tiên này rất khó lái, gần như không điều khiển nổi.
Chiếc máy bay trực thăng đầu tiên có thể điều khiển được do Raul Pateras de Pescara chế tạo và biểu diễn vào năm 1916 tại Buenos Aires, Argentina. Vào năm 1923 nhà tiên phong của lĩnh vực trực thăng người Tây Ban Nha Juan de la Cierva phát minh và áp dụng loại trực thăng autogyro hay loại trực thăng theo sơ đồ cánh quạt nâng tự do và nhà phát minh này luôn trung thành với sơ đồ con đẻ của mình, cho đến nay loại này bị các kiểu trực thăng khác chèn ép chỉ còn ứng dụng trong các loại trực thăng thể thao, giải trí và vẫn là sản phẩm chính của hãng Cierva autogiro company.
Tại nước Nga Xô viết trong thập kỷ 1930 dưới sự đầu tư của nhà nước các kỹ sư Boris Yuriev và Alexei Cheremukhin tiến hành các thí nghiệm với máy bay trực thăng TsAGI 1-EA. Đây là loại có một cánh quạt nâng và phía đầu và đuôi có hai cánh quạt chống xoay "anti-torque" máy bay này vào ngày 14 tháng 8 năm 1932 đã bay lên được độ cao 650 m.
Nhưng có lẽ ấn tượng hơn cả vào thập niên 1930 là các thành công của người Đức. Năm 1934 máy bay Focke-Wulf Fw-61 do giáo sư Heinrich Focke và kỹ sư Gerd Achgelis thiết kế chế tạo, với máy bay này nữ phi công huyền thoại của đảng Quốc xã Hanna Reitsch đã thường xuyên bay biểu diễn như các chiến dịch tuyên truyền cho đế chế III. Loại máy bay này có một động cơ cùng lúc lai 3 cánh quạt: 2 cánh quạt nâng đặt hai bên phải trái quay ngược chiều nhau và một cánh quạt mũi theo chiều thẳng đứng để tạo lực đẩy ngang.
Trong thế chiến hai lần đầu tiên Đức đã sử dụng trực thăng trong chiến đấu đó loại máy bay trực thăng khác có kết cấu rất đặc sắc Flettner FL-282 Kolibri nó có 2 bộ cánh quạt nâng đặt cạnh nhau, trục nghiêng góc với nhau theo hình chữ "V", quay đồng bộ ngược chiều như bánh răng (để không chém vào nhau) với số lượng rất nhỏ tham chiến trên chiến trường Địa Trung Hải khi chiến tranh kết thúc, Hạm đội Đức phá hủy hết chỉ còn sót lại 3 chiếc được đem về Mỹ thử nghiệm. Có thể nói loại máy bay này là hoàn thiện nhất đương thời, đã có một số yếu tố của máy bay trực thăng hiện đại.
Đến đây có thể coi là kết thúc giai đoạn trực thăng sơ khởi và bước vào thời kỳ của trực thăng hiện đại. Mà đặc trưng cơ bản của thời kỳ sơ khởi là trực thăng chưa có hệ thống biến bước để tạo chênh lệch lực nâng làm nghiêng đĩa cánh quạt nâng. Hoàn toàn chưa có hệ thống thay đổi góc tấn "collective", và hệ thống "ciclic" thì lại càng chưa có. Do không thể nghiêng được mặt phẳng của cánh quạt nâng nên hầu hết trực thăng của thời kỳ này không thể nghiêng phải – trái, trước – sau, chỉ có thể bay thẳng về phía trước bằng cánh quạt đứng thổi gió ngang như của máy bay có cánh cố định. Chỉ duy nhất máy bay Flettner FL-282 Kolibri của Hải quân Đức Quốc xã là có lực đẩy ngang nhờ cánh quạt nâng nghiêng góc so với mặt phẳng ngang nhưng độ nghiêng góc này là kết cấu cố định và máy bay cũng chỉ có thể bay thẳng về phía trước và cũng rất vụng về khó xoay trở như các loại cùng thời khác. Vì cơ cấu điều khiển còn mang tính kiểm nghiệm và ít có cơ chế điều khiển nên máy bay rất khó điều khiển, rất vụng về, hay gặp rắc rối về tính không ổn định dẫn đến rơi nhiều vì những lý do khí động học.

### Trực thăng hiện đại

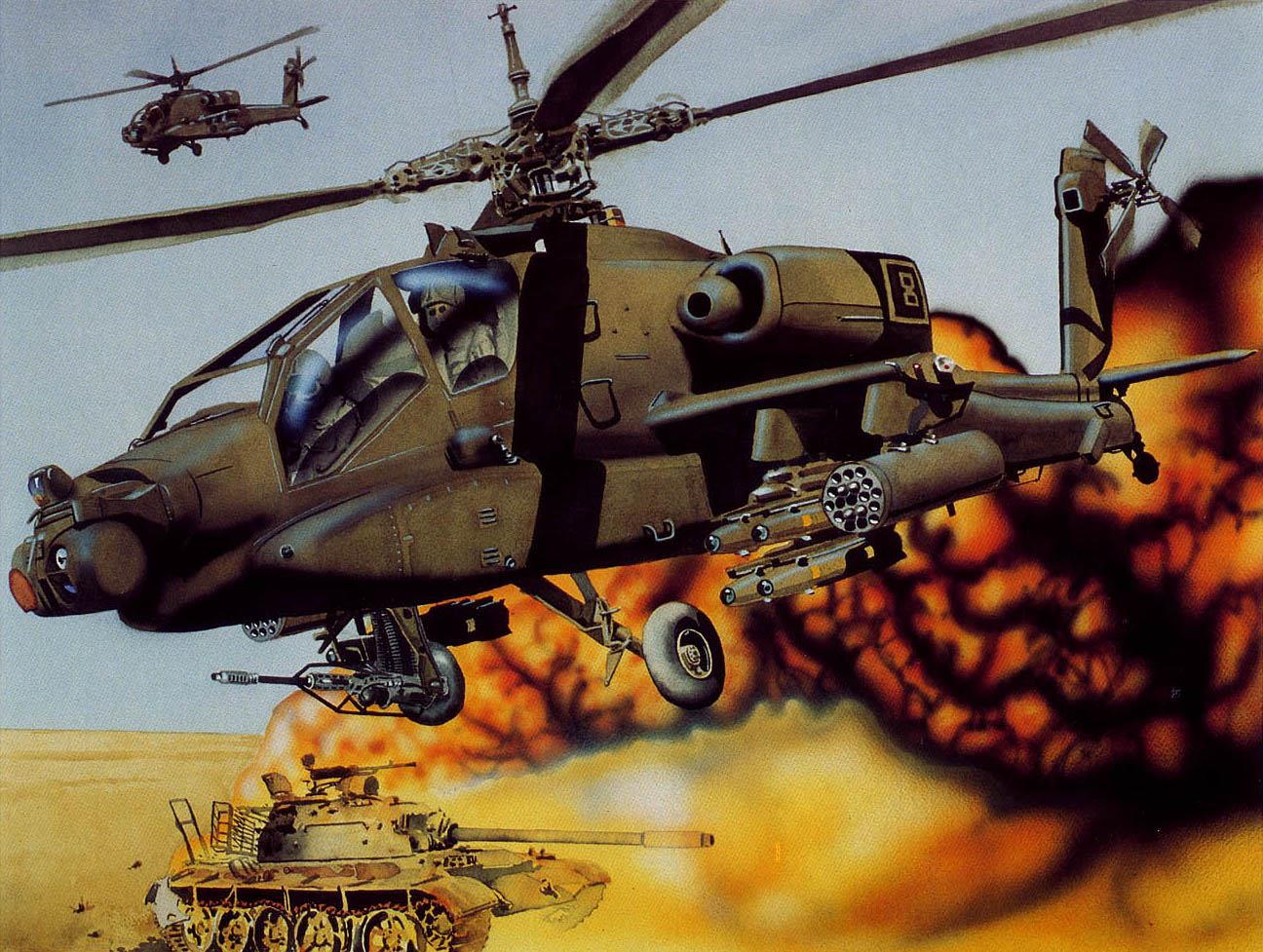
Tranh vẽ trực thăng AH-64 Apache của Mỹ tiêu diệt xe tăng địch trong 1991

Sự phát triển trực thăng diễn ra cùng thời với máy bay có cánh cố định, nhưng trong khoảng 50 năm từ đầu thế kỷ 20 trong khi máy bay thông thường phát triển cực nhanh thì trực thăng tiến triển rất khó khăn. Máy bay trực thăng chỉ thực sự bắt đầu có ứng dụng rộng rãi ở thập kỷ 1950 trong khi đến thời điểm đó máy bay cánh cố định đã đi từ khung vải của máy bay anh em nhà Wright 1903, qua biplane vỏ gỗ như tiêm kích Softwith Camel của thế chiến I rồi đến các máy bay ném bom khổng lồ bay xuyên đại dương như siêu pháo đài bay B-29 trong thế chiến II và đến những năm 1950 khi áp dụng đại trà trực thăng thì máy bay cánh cố định đã bước vào thời đại máy bay phản lực.
Nguyên nhân của sự chậm chạp đó của trực thăng chủ yếu là vấn đề cộng hưởng, rung lắc cánh quạt nâng và các vấn đề điều khiển cánh quạt. Tất cả các tác động cơ học – khí động học rất phức tạp làm cánh quạt nâng rất dễ gãy hoặc rơi vào chế độ mất cân bằng. Chỉ đến những năm 1950 sau khoảng năm chục năm khi khoa học vật liệu cho ra đời được các loại thép đặc biệt chịu được các ứng suất rất cao thì khoa học các nước mới giải quyết được các vấn đề rất phức tạp này và máy bay trực thăng mới phát triển được.
Cũng giống như đối với máy bay có cánh thông thường Hoa Kỳ là nước đầu tư lớn nhất vào nghiên cứu trực thăng. Tháng 5 năm 1942 nước này đưa vào sản xuất theo dây chuyền loại trực thăng Sikorsky XR-4 cho quân đội nước mình. Và năm 1946 loại trực thăng Bell-47 của Arthur Young đã được cho phép sử dụng vào mục đích dân dụng. Hai thập kỷ sau loại Bell-206 lập các kỷ lục thế giới của máy bay trực thăng thương mại của mọi thời đại về số giờ bay và số lượng sản xuất của một loại trực thăng dân dụng. Những trực thăng này thực sự về bản chất đã không khác gì máy bay trực thăng ngày nay, nó theo sơ đồ Sikorsky với đĩa cánh quạt nâng có hệ thống biến bước '"collective" và "ciclic" với đầy đủ các cơ chế điều khiển hiện đại cho phép tính cơ động tốt.
Gần như ngay lập tức từ thập kỷ 1950 có sự bùng nổ của máy bay trực thăng vào mọi lĩnh vực. Và các quốc gia nhất là các nước đối địch trong chiến tranh Lạnh Liên Xô, Hoa Kỳ cùng nhau chạy đua vũ trang trong đó có "chạy đua trực thăng" trong khi Hoa Kỳ tối đa "trực thăng hoá" quân đội và các lĩnh vực kinh tế, cuộc sống thì Liên Xô luôn theo đuổi xây dựng các kỷ lục, cố gắng thiết kế các loại máy bay trực thăng khổng lồ "cao hơn – nhanh hơn – mạnh hơn". Các nước châu Âu đặc biệt như Pháp, Ý cũng đầu tư rất nhiều vào trực thăng, hiện nay các mẫu máy bay trực thăng của các nước này là rất có uy tín trên thế giới.

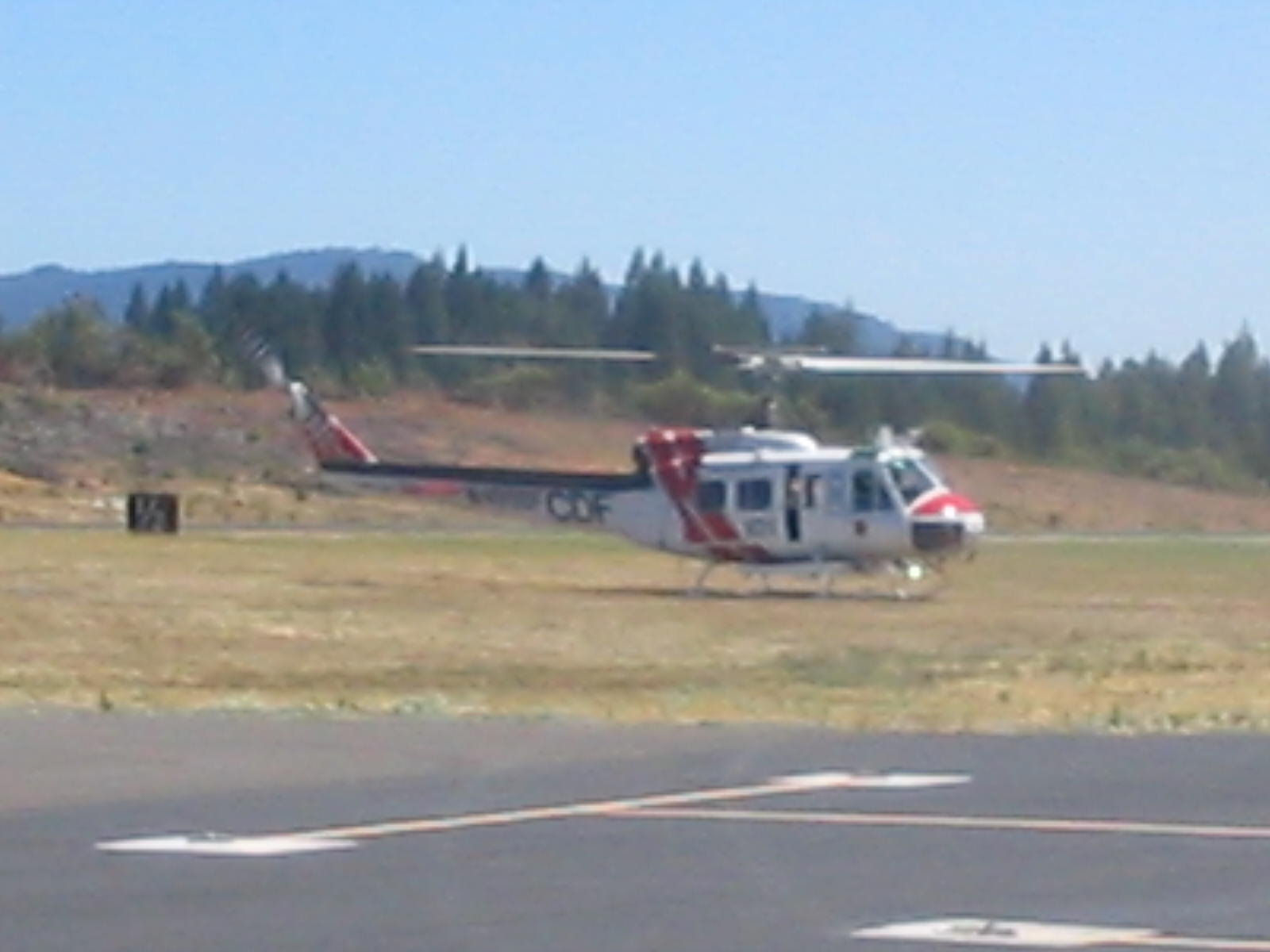
Máy bay UH-1 loại quân đội Mỹ sử dụng rộng rãi nhất trong chiến tranh Việt Nam

Trong các năm 1960, 1970 chiến tranh Việt Nam lần đầu tiên thử thách và đã cho thấy sức mạnh rất ghê gớm của loại vũ khí mới này: bộ binh trực thăng vận "kỵ binh bay" đi mây về gió, cơ động rất tốt có thể ngay chớp nhoáng đến được mọi nơi chiến sự và bí mật thâm nhập sâu vào vùng đối phương kiểm soát, thậm chí có thể sà thấp tung lưới bắt người dưới đất. Và trực thăng vũ trang được dùng làm vũ khí tiến công mặt đất và yểm trợ bộ binh cực kỳ hiệu quả... Với kinh nghiệm của cuộc chiến tranh này tất cả lục quân các cường quốc quân sự đều cố gắng xây dựng bộ binh trực thăng vận và các loại trực thăng chiến đấu khác nhau làm thay đổi sâu sắc hình thái chiến đấu chiến tranh hiện đại trên bộ. Đồng thời đây là loại máy bay rất thích hợp để bố trí trên chiến hạm của Hải quân.

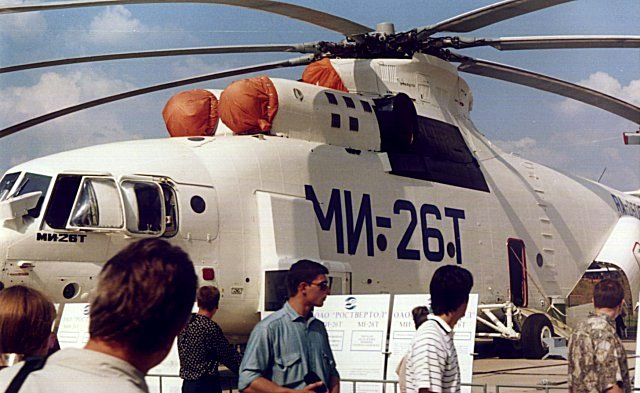
Máy bay trực thăng vận tải lớn nhất thế giới Mi-26T của Liên Xô tại triển lãm hàng không Zhukovsky

Về phía Liên Xô nước này thiết kế những máy bay trực thăng khổng lồ liên tiếp phá những kỷ lục thế giới như của tổ hợp thiết kế – chế tạo Mil Mi-6, Mi-10, Mi-12... và cuối cùng là trực thăng khổng lồ mạnh nhất thế giới hiện nay (2006) Mi-26. Một tổ hợp trực thăng lớn khác của Liên Xô – Nga là Kamov cũng rất nổi tiếng với "đặc sản" sơ đồ trực thăng hai tầng cánh nâng đồng trục.
Trong nghiên cứu về trực thăng thế giới thời kỳ này có xu hướng đáng chú ý: một trong những cách giảm tải cho cánh quạt nâng là áp dụng các sơ đồ nhiều bộ cánh quạt như loại 2 tầng cánh quạt đồng trục kiểu Kamov hoặc như loại 2 đĩa cánh quạt không đồng trục như cần cẩu bay Boeing CH-47 Chinook. Hai hay nhiều đĩa cánh quạt cho phép giảm đường kính và vòng quay của từng đĩa cánh quạt nâng, tăng hiệu suất và độ an toàn cơ học – khí động học lên rất nhiều. Và đối với sơ đồ cơ bản Sikorsky để giảm vận tốc quay, đường kính đĩa cánh quạt mà không làm ảnh hưởng đến lực nâng thì người ta tăng số cánh trong một đĩa cánh quạt lên, cánh quạt nâng của máy bay trực thăng ngày nay có thể có đến 9 cánh, tăng số cánh cũng làm giảm tiếng ồn, nhưng việc tăng số cánh nhất là tăng số tầng cánh sẽ làm tăng tính phức tạp của cơ cấu điều khiển cánh quạt lên rất nhiều (cơ cấu này bản thân nó đã là rất rất phức tạp với các hệ thống điều khiển biến bước cho hệ thống thay đổi góc tấn và thay đổi góc với mặt phẳng ngang để tạo lực đẩy ngang).

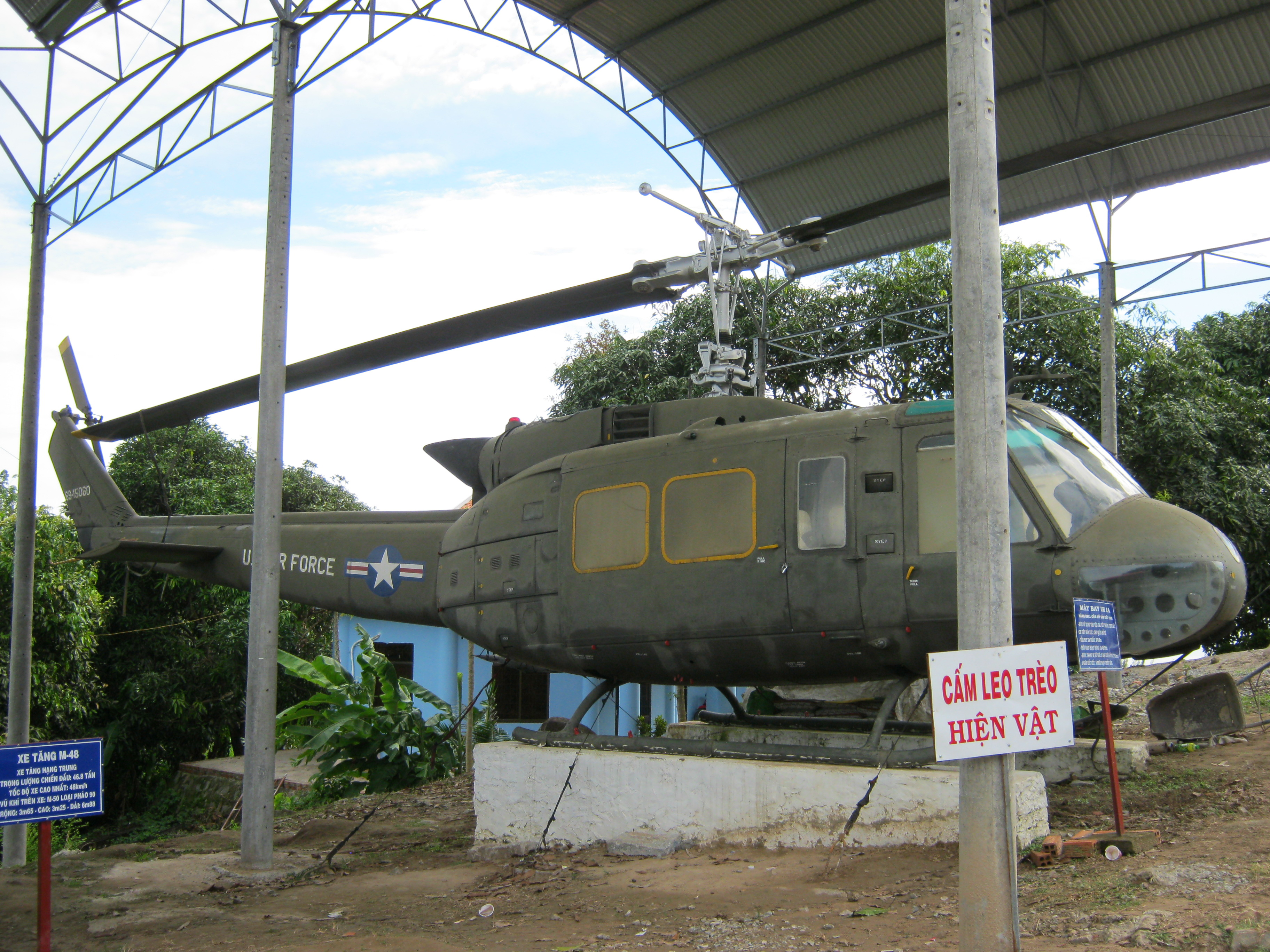
Máy bay trực thăng UH 1A do hãng Bell của Hoa Kỳ sản xuất năm 1966, đã từng tham chiến tại chiến trường Miền Nam Việt Nam, hiện đang trưng bày trên đỉnh Hòn Me (Hòn Đất, Kiên Giang).

Công suất máy của trực thăng cũng tăng lên rất nhiều từ những ngày sơ khởi trực thăng còn dùng động cơ piston chạy xăng đến những năm 1960, 1970 và cho đến nay chỉ còn rất ít những máy bay dân dụng nhỏ không cần công suất lớn vẫn tiếp tục dùng động cơ piston còn lại đều đã trang bị động cơ tuốc bin khí truyền lực loại động cơ này rất gọn nhẹ độ tin cậy rất cao và đặc biệt còn dự trữ tiềm năng công suất cho một thời gian rất dài có thể là hàng chục năm nữa.
Đến những năm 1980 – 1990 máy bay trực thăng không còn những bứt phá lớn về nguyên tắc nữa trực thăng đã đạt đến độ hoàn thiện của nó.